# Ca n'Arús
Ca n'Arús és una casa senyorial de l'Hospitalet de Llobregat (Barcelonès) protegida com a bé cultural d'interès local.

## Descripció
La casa consta de tres plantes al cos central i dues als laterals. Els cossos laterals estan coberts per un terrat i el central per un terrat i una teulada a dues vessants.
Al cos principals, al primer pis s'obren tres balcons mentre que en els laterals s'obre una galeria de tres arcs de mig punt, per banda. El cos principal està rematat per un acroteri que fa una forma semicircular al centre i amb decoració de boles i relleus.
La casa té un jardí.

## Història
A la segona meitat del XIX, una part important de la població total de l'Hospitalet estava disseminada per les dues grans zones de Samontà (muntanya) i Marina.
Però, així com a la part de dalt hi havia una gran tendència a construir cases senyorials (Can Cluset, Torre Barrina, ...), a la part de Marina només s'alçaven petites masoveries, amb l'única excepció de Ca n'Arús, luxosa casa senyorial, que si bé és cert que surt de la norma constructiva del moment a la seva àrea, també ho és que estava pràcticament a tocar de la ciutat.
Actualment pertany a l'Ajuntament de l'Hospitalet i són dependències administratives.